# 沃兹涅先斯基农村居民点
沃兹涅先斯基农村居民点（俄语：Вознесенское сельское поселение）是俄罗斯联邦沃罗涅日州塔洛瓦亚区所属的一个农村居民点。其下辖有5个居民点，行政中心为沃兹涅先斯基。据2016年统计，该农村居民点的人口为938人。